# حلواماهیان
حلواماهیان (Stromateidae) خانواده‌ای از ماهیان هستند از راسته سوف‌ماهی‌شکلان (Perciformes).
بدن این ماهیان بسیار بلند و از دو پهلو فشرده‌است، ساقه دمی نیز کوتاه و از دو پهلو فشرده بوده و هیچ کیل یا صفحه استخوانی (اسکوت) بر روی آن مشاهده نمی‌شود.
سر بلند و پهن وپوزه مانند و کند است، چشم‌ها کوچک بوده و در مرکز حدقه قرار گرفته و توسط بافت چربی احاطه شده‌اند، این بافت به سمت جلو تا اطراف منافذ بزرگ بینی کشیده می‌شود.
دهان نیمه تحتانی، کوچک و به سمت پایین انحنا دارد.
استخوان فکی به ندرت تا زیر چشم می‌رسد و زاویهٔ پهنای دهان قبل از چشم قرار گرفته‌است.
استخوان پیش فکی غیرقابل بیرون زدن است، استخوان فکی غیر متحرک بوده، توسط پوست پوشیده شده و به استخوان گونه متصل است، دندان‌ها ریز، یک ردیفی و پهن هستند و نوک‌های بسیار کوچکی دارند.
سرپوش آبششی بسیار نازک است، غشاهای آبششی در تمام گونه‌های اقیانوس هند به‌طور وسیع به ناحیه گلو متصل شده‌اند، منفذ آبششی به صورت یک شکاف مستقیم دیده می‌شود.
یک باله پشتی و یک باله مخرجی وجود دارد که قاعده طویل داشته و کمی تا عمیقاً داسی شکل هستند، قبل از آن‌ها هیچ خاری مشاهده، یا اینکه ۵ تا ۱۰ خار پهن و تیغ مانند وجود دارد و دو انتهای آن‌ها نوک تیز بوده و به دو انتهای استخوان‌های بین عصبی شباهت دارند.
باله‌های سینه‌ای طویل و بال مانند هستند.
هیچ باله لگنی دیده نمی‌شود.
معمولاً باله دمی دو شاخه بوده و در بعضی از گونه‌ها دارای قطعات (لوب‌های) بسیار کشیده هستند.
-خط جانبی یکی بوده و در قسمت‌های بالای بدن قرار می‌گیرد و نیمرخ پشتی را دنبال می‌کند و تا روی ساقه دمی کشیده می‌شود.
-فلس‌ها کوچک و دایره‌ای بوده و به راحتی می‌ریزند.
-سر برهنه بوده و مجاری برجسته‌ای در زیر پوست نازک آن قابل مشاهده‌است.
مشخصا نقره‌ای با طرح‌های متمایل به آبی بر روی پشت هستند.غشاهای آبششی و درون دهان تیره‌است.
حلوا سفید ماهیان اجتماعی و پلاژیک با اندازه متوسط (تا طول حدوداً ۶۰ سانتی متر) هستند که در آب‌های کم عمق و معمولاً در نواحی کرانه‌ای به سر می‌برند، آن‌ها گاهی اوقات وارد خلیج‌ها می‌شوند.
سلانتره‌هایی که بدن نرم دارند و سخت‌پوستان پلاژیک در جیره آن‌ها حائز اهمیت هستند.
آن‌ها معمولاً توسط تورهای ترال صید می‌شوند و جزء بهترین ماهیان خوراکی محسوب می‌شوند.

## گونه‌های موجود در ایران
حلوا سفید: Pampus argenteus
این گونه از این خانواده به نام حلوا سفید از اهمیت تجاری قابل توجهی در خلیج فارس و دریای عمان برخوردار است.
پراکنش در سراسر خلیج فارس و دریای عمان، بیشینه درازا ۶۰ سانتی متر.